# Mała Litwa
Mała Litwa, Litwa Mniejsza (lit. Mažoji Lietuva, niem. Kleinlitauen, ros. Малая Литва, Małaja Litwa) lub Litwa Pruska (lit. Prūsų Lietuva, niem. Preußisch-Litauen, ros. Пру́сская Литва́, Prusskaja Litwa) – region etnograficzny na terenie historycznych Prus zamieszkiwany niegdyś przez Litwinów pruskich. Obecnie region podzielony między Rosję (obwód królewiecki) a Litwę. Również nazwa jednego z pięciu regionów etnograficznych dzisiejszej Litwy (dawny Kraj Kłajpedzki). Stolicą regionu jest Kłajpeda.

## Granice
Obszar Małej Litwy

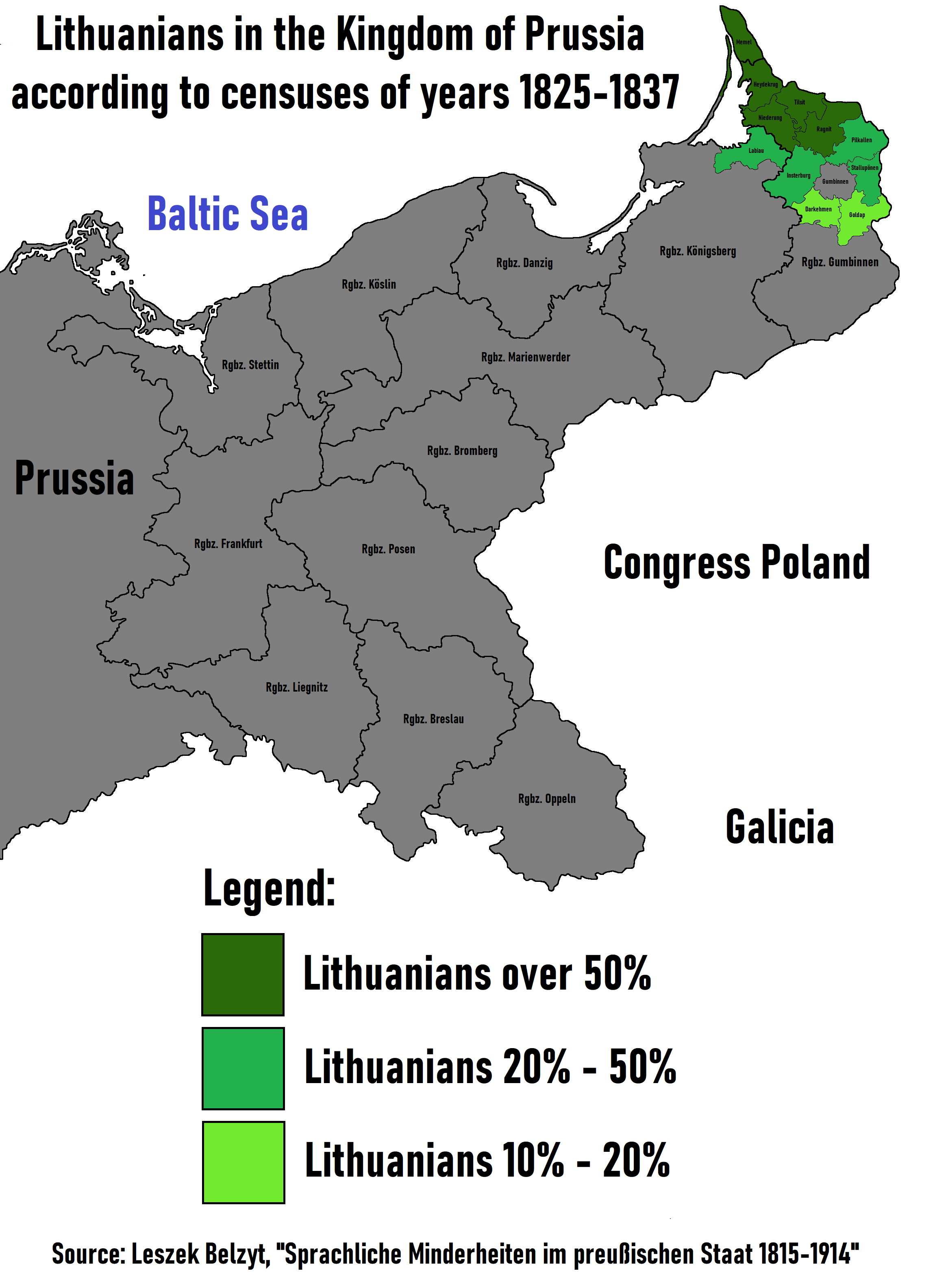
Zasieg populacji litewskiej w państwie pruskim

Mapa fizyczna historycznego zasięgu Małej Litwy.

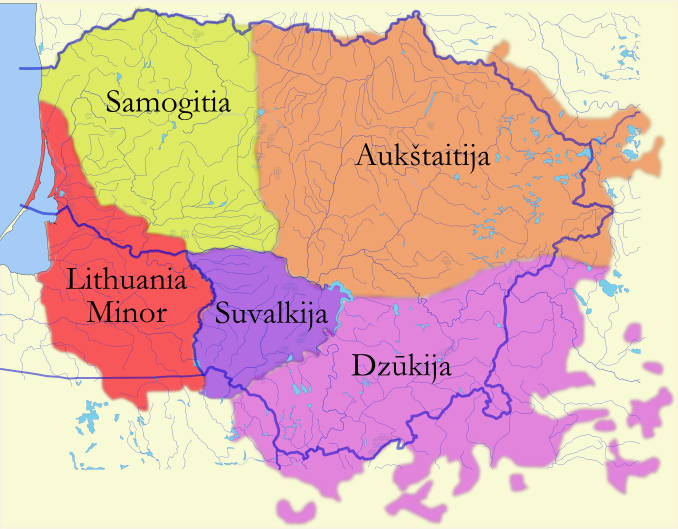
Obszar Małej Litwy Mała Litwa na mapie regionów etnograficznych Litwy

Podobnie jak Mazury, Mała Litwa nigdy nie stanowiła odrębnej jednostki administracyjnej, toteż po części nie posiada ścisłych granic, które zmieniały się z biegiem lat. Region sięgał tak daleko, jak daleko sięgała ludność litewska wyznania protestanckiego (Litwini pruscy). 
Obszar Litwy Mniejszej obejmował obszar między dolnym biegiem rzeki Dangi na północy a głównymi nurtami rzeki Pregoły na południu. Południowo-zachodnia granica biegła od Zalewu Kurońskiego wzdłuż rzeki Dejmy na południe, dalej wzdłuż od Pregoły do Łyny, aż do miejscowości Drużba, a następnie na południe wzdłuż rzeki Oświnki do jeziora Oświn, a stamtąd na wschód do granicy Litwy.
Szerzej rozumiany obszar Litwy Mniejszej obejmuje tereny na zachód od Łyny i na południe od dolnego biegu Pregoły i Półwyspu Sambijskiego.
Wyraźne granice region posiada na odcinkach graniczących z krainami historycznymi: na północy i północnym-wschodzie graniczy ze Żmudzią, a na wschodzie ze Suwalszczyzną. Na pozostałych odcinkach granica Litwy Pruskiej jest zarówno jest płynna, jak i się pokrywa z pozostałymi regionami: na południu graniczy z Mazurami, na południowym zachodzie z Barcją i Natangią, a na zachodzie z Sambią.
Pod względem administracyjnym Mała Litwa obejmuje obszar dawnego okręgu Kłajpedy na terenie Litwy, reszta regionu znajduje się w obwodzie królewieckim i fragmentarycznie na terytorium Polski (Gołdap).

## Historia

Podział plemienny Prus w XIII wieku według Henryka Łowmiańskiego.

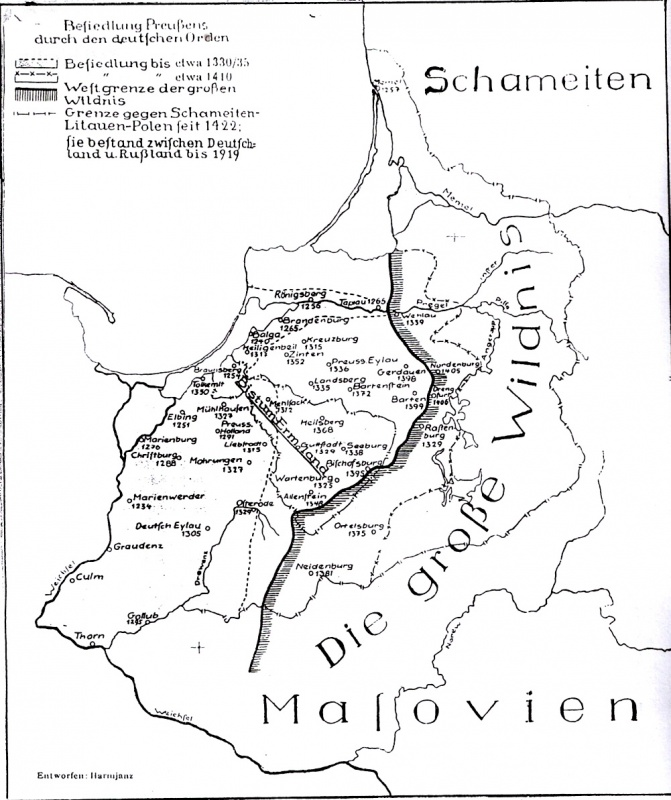
Zasięg Państwa zakonnego i obszar Wielkiej Puszczy (Grosse Wildnis) w XIV i na początku XV wieku.

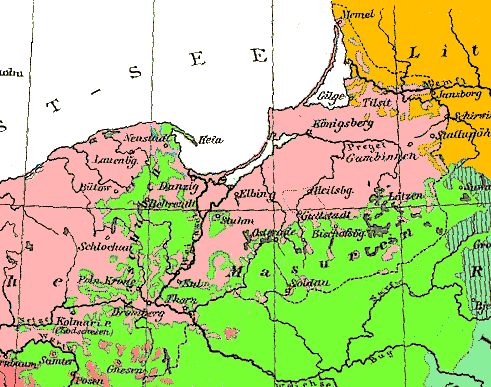
Podział językowy Prus Wschodnich na mapie z 1880 roku. Kolor pomarańczowy oznacza obszary z przewagą języka litewskiego.

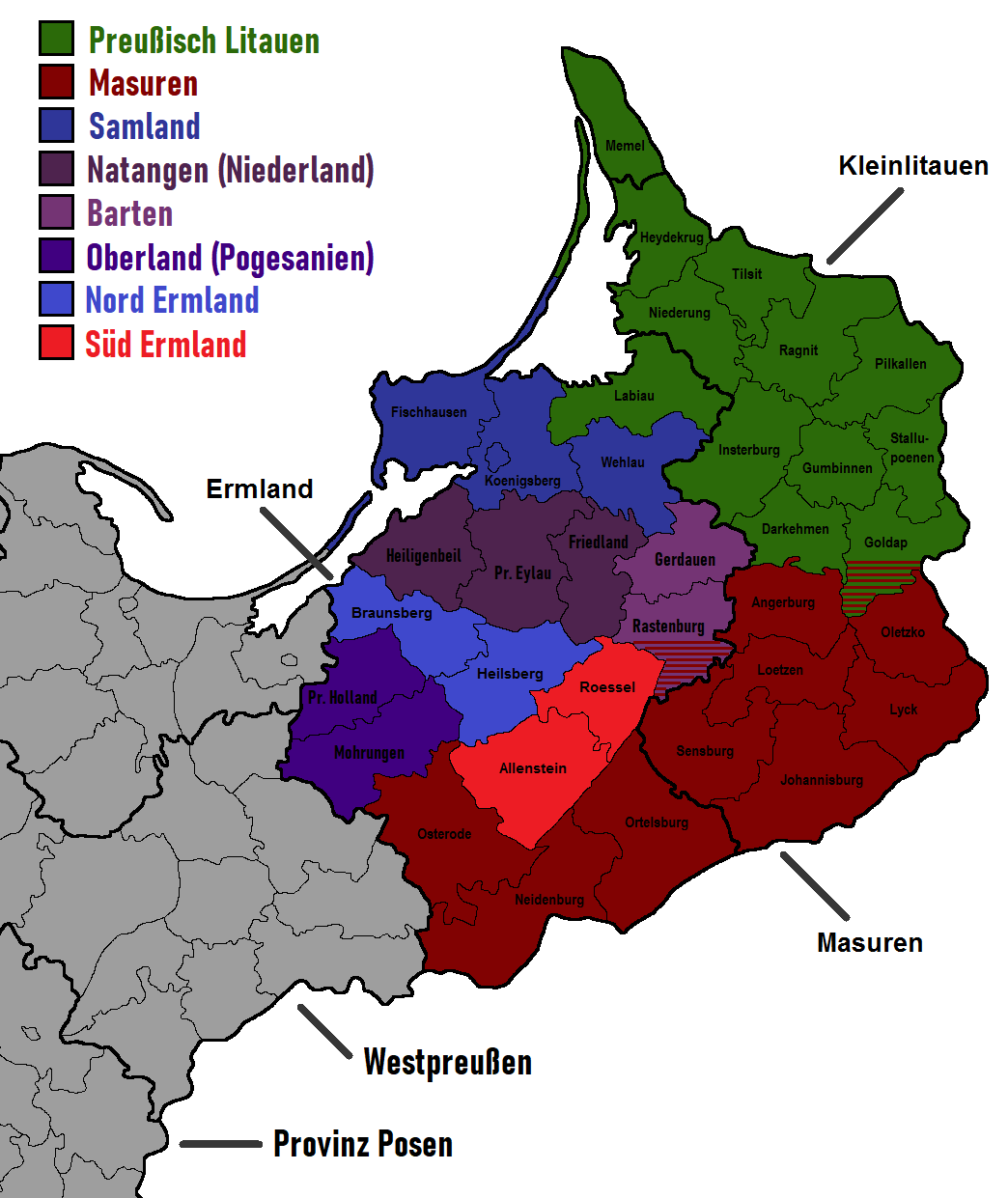
Podział Prus Wschodnich na regiony historyczno-etnograficzne

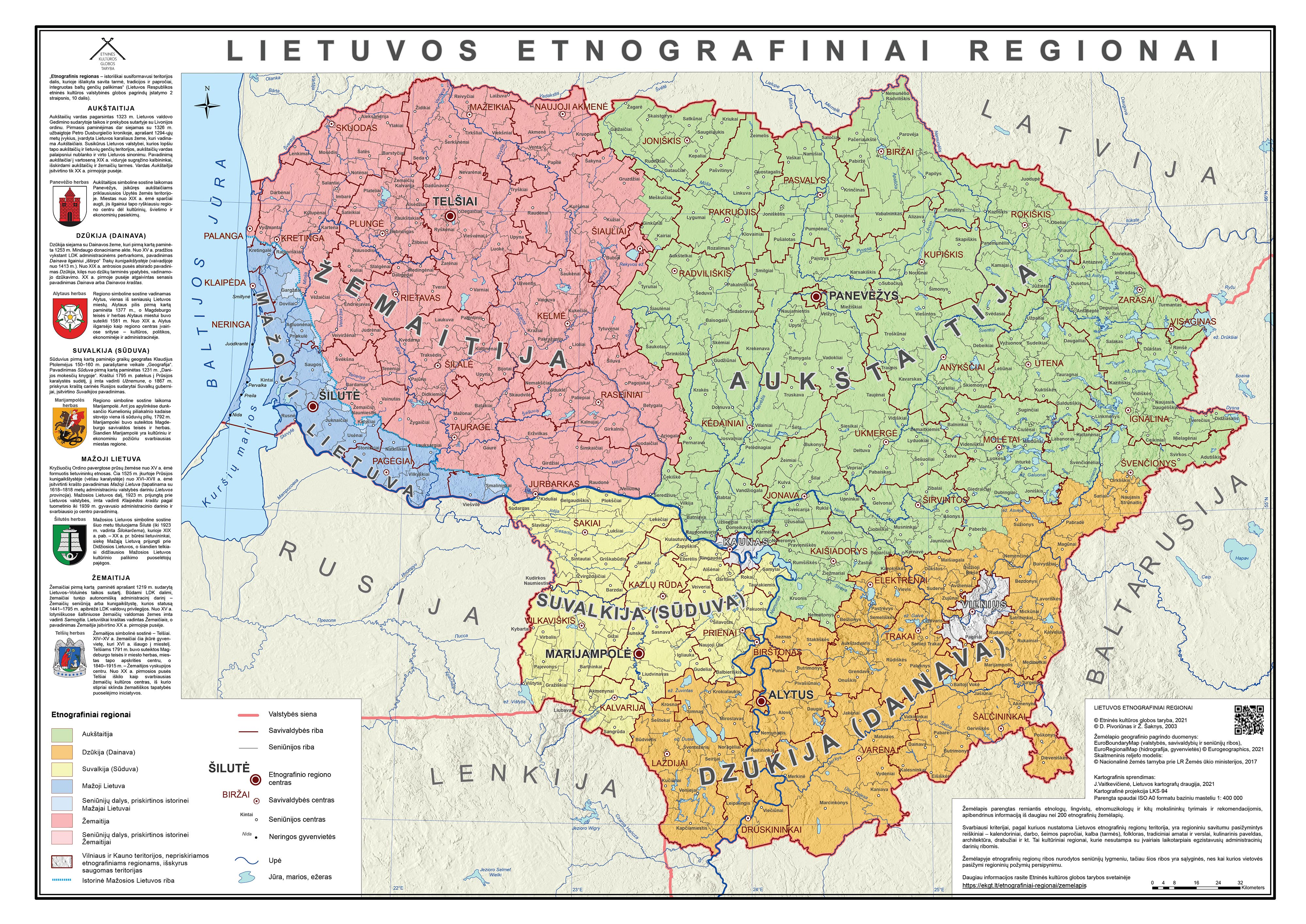
Oficjalny podział Litwy na regiony etnograficzne (2023).

Do XIII wieku obszar był zamieszkiwany przez Prusów – Nadrowów i Skalowów oraz bliskim im Kurowów. Po podboju krzyżackim większość obszaru stanowiła część wyludnionej Wielkiej Puszczy, przed zasiedleniem regionu głównie przez Litwinów. Na północy regionu założono miasto Kłajpeda, lokowane w 1254. Poza Kłajpedą najbardziej znaczącymi miejscowościami były wówczas osady przyzamkowe Ragneta, Wystruć, Tylża i Labiawa. 
W 1454 na prośbę Związku Pruskiego król Kazimierz IV Jagiellończyk ogłosił wcielenie terytorium wraz z Prusami do Polski, po czym po pokoju toruńskim od 1466 do 1657 region stanowił część I Rzeczypospolitej jako lenno Korony Polskiej. W tym okresie nastąpił rozwój regionu. Założono bądź po raz pierwszy wzmiankowano przyszłe miasta Szyłokarczma, Prekule, Pilkały, Stołupiany, Darkiejmy, Łoździenie, Gąbin oraz nadano prawa miejskie Tylży (1552), Wystruci (1583) i Labiawie (1642).

Akt oddania się stanów pruskich królowi Polski Kazimierzowi IV Jagiellończykowi i Koronie Królestwa Polskiego, 1454, Archiwum Główne Akt Dawnych

Po 1657 region znajdował się we władaniu brandenbursko-pruskim, a od 1701 w Królestwie Prus. W latach 1709–1711 wskutek epidemii dżumy zmarło ok. 53% populacji Małej Litwy, w większości Litwinów, następnie w latach 1722–1736 miała miejsce kolonizacja niemiecka, co po części zmieniło proporcje narodowościowe regionu. Toczyły się tu zmagania wojny siedmioletniej i wojen napoleońskich. Podczas tych ostatnich podpisano tu w 1807 pokój w Tylży, na mocy którego utworzono Księstwo Warszawskie.
Tereny zamieszkiwała głównie ludność prusko-litewska, pruska pomieszana z polską, na południu w większym stopniu polska zaś szlachta i mieszczanie pochodzenia niemieckiego żyli na całym obszarze. W wieku XV ludność polska stanowiła około połowy mieszkańców tych terenów, w wieku XVII zasilona napływem osadników z Mazowsza. W XVIII wieku ludność polska stanowiła około połowy mieszkańców. W 1724 roku wydano zakaz osiedlania Polaków w północnej części kraju. Wśród bardziej znanych polskich postaci można wymienić księcia Kazimierza Czartoryskiego oraz lekarza i poetę Jana Fryderyka Tschepiusa. Urodzili się tu m.in. duchowny, historyk i poeta Mateusz Pretoriusz oraz przedstawiciele rodu Załuskich: rzeźbiarz Ireneusz Załuski, językoznawca Karol Bernard Załuski i pianistka Emma Ostaszewska. W czasie powstania styczniowego przerzucano stąd broń dla powstańców do zaboru rosyjskiego. W Wystruci operowała polska organizacja powstańcza, wykryta przez władze pruskie w listopadzie 1864.
Po upadku powstania styczniowego władze rosyjskie wydały w 1865 zakaz druku w dialektach litewskich i żmudzkich z użyciem alfabetu łacińskiego, co zapoczątkowało masowy przemyt litewskich książek z Małej Litwy, pozostającej poza władzą carską, do zaboru rosyjskiego.
W 1905 największymi miastami regionu były Tylża, Wystruć i Kłajpeda, które jako jedyne liczyły więcej niż 20 tys. mieszkańców. Po I wojnie światowej północna część regionu tworzyła Okręg Kłajpedy, włączony do Republiki Litewskiej. W pozostałej części w latach 30. Niemcy przeprowadzili szeroko zakrojoną germanizację nazw o litewskim brzmieniu, analogiczną do germanizacji polsko brzmiących nazw w innych regionach. W 1940 Niemcy zamknęli ostatnią litewską gazetę na Małej Litwie, Naujasis Tilžės keleivis, wydawaną w Tylży. II wojna światowa w 1945 przyniosła znaczące zniszczenia Małej Litwie.
W Kłajpedzie mieści się Muzeum Historii Małej Litwy, poświęcone historii regionu.

## Miasta
| Lp. | Miasto          | Państwo | Populacja (2023) | Powierzchnia | Jednostka administracyjna |
| --- | --------------- | ------- | ---------------- | ------------ | ------------------------- |
| 1.  | Kłajpeda        | Litwa   | 162 292          | 98,20 km²    | okręg kłajpedzki          |
| 2.  | Sowieck         | Rosja   | 38 614           | 44,40 km²    | obwód królewiecki         |
| 3.  | Czerniachowsk   | Rosja   | 35 705           | 58,00 km²    | obwód królewiecki         |
| 4.  | Gusiew          | Rosja   | 28 820           | 16,25 km²    | obwód królewiecki         |
| 5.  | Szyłokarczma    | Litwa   | 16 200           | 13,00 km²    | okręg kłajpedzki          |
| 6.  | Gołdap          | Polska  | 13 283           | 17,20 km²    | warmińsko-mazurskie       |
| 7.  | Nieman          | Rosja   | 9 216            | 14,00 km²    | obwód królewiecki         |
| 8.  | Polessk         | Rosja   | 6 954            | 11,00 km²    | obwód królewiecki         |
| 9.  | Oziorsk         | Rosja   | 4 321            | 12,00 km²    | obwód królewiecki         |
| 10. | Nerynga         | Litwa   | 4 022            | 94,4 km²     | okręg kłajpedzki          |
| 11. | Sławsk          | Rosja   | 4 013            | 10,00 km²    | obwód królewiecki         |
| 12. | Krasnoznamiensk | Rosja   | 3 374            | 8,00 km²     | obwód królewiecki         |
| 13. | Niestierow      | Rosja   | 3 342            | 8,00 km²     | obwód królewiecki         |
| 14. | Pojegi          | Litwa   | 1 537            | 4,33 km²     | okręg tauroski            |
| 15. | Priekulė        | Litwa   | 1 251            | 2,45 km²     | okręg kłajpedzki          |
| 16. | Smolniki        | Litwa   | 847              | 1,77 km²     | okręg tauroski            |
| 17. | Poniemuń        | Litwa   | 207              | 1,72 km²     | okręg tauroski            |

## Galeria

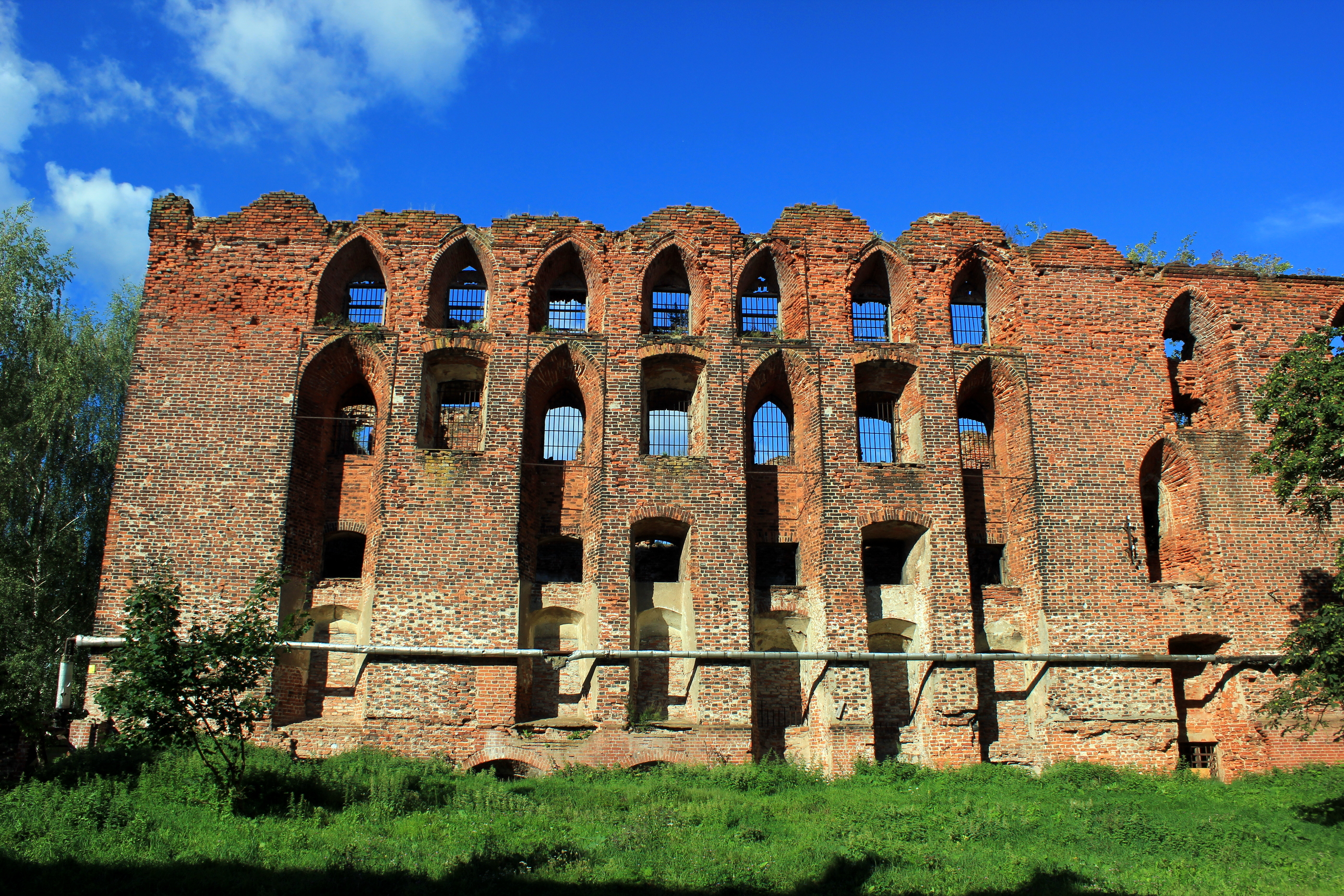
Ruiny zamku w Niemanie
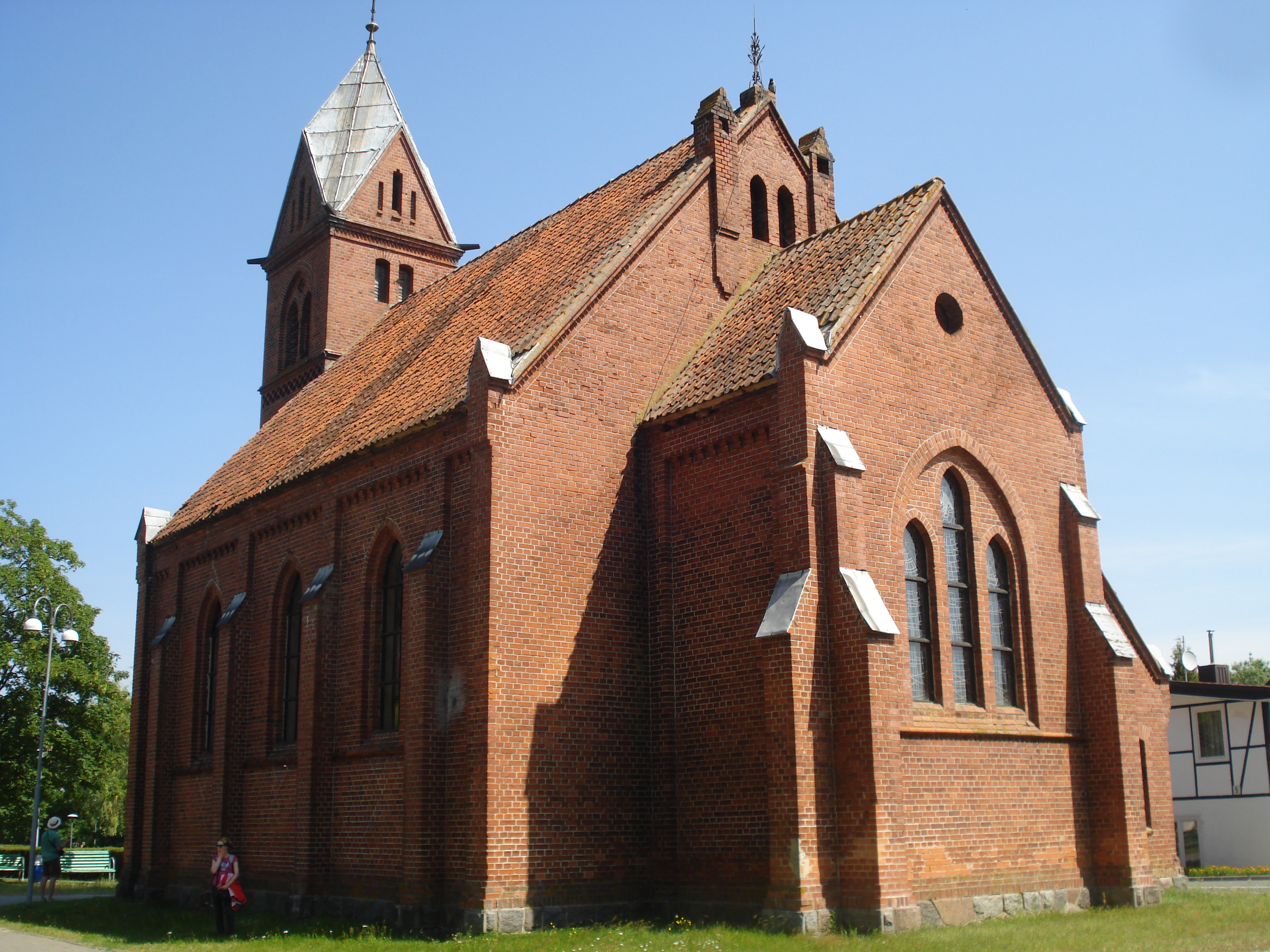
Kościół ewangelicko-augsburski w Juodkrantė
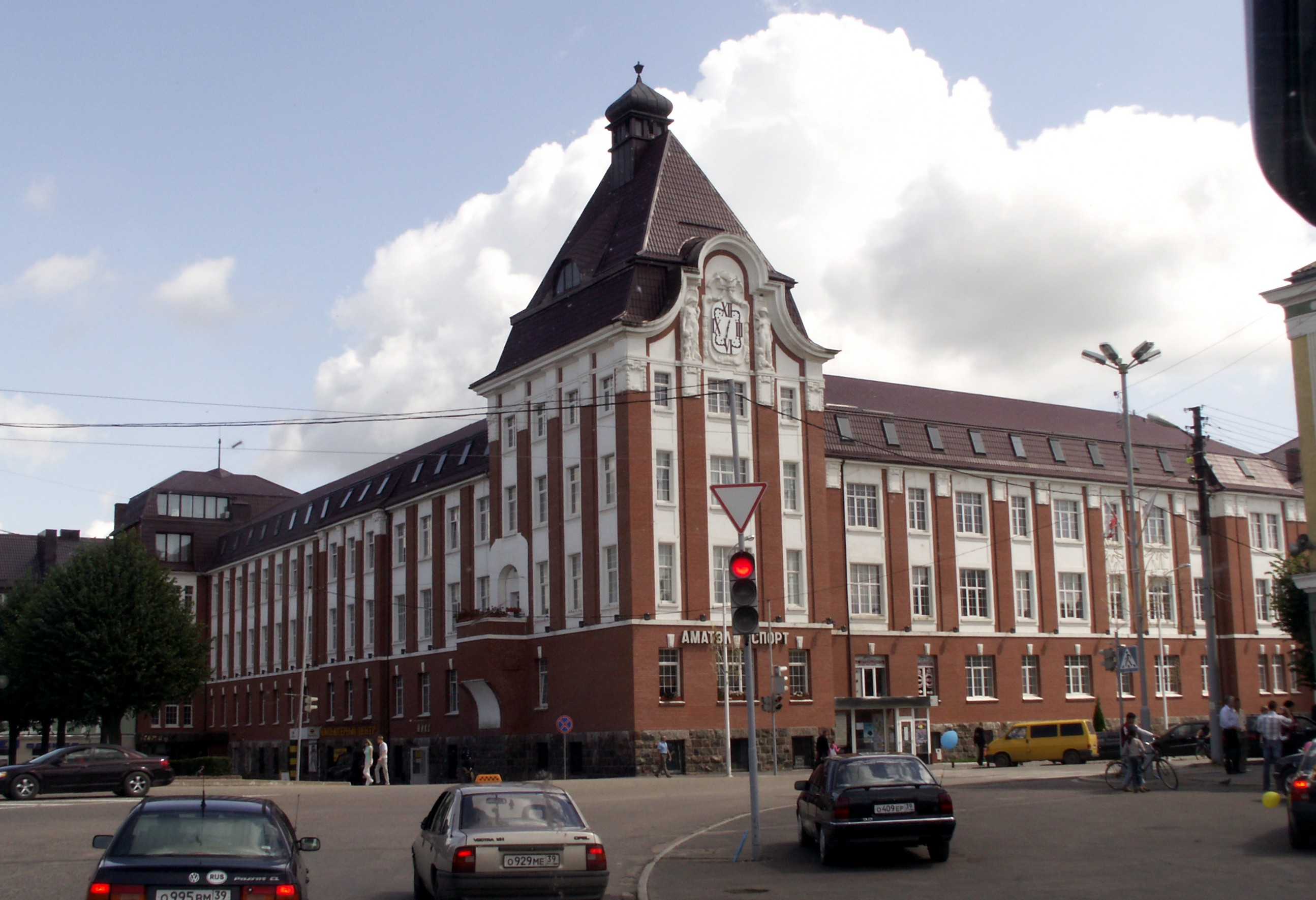
Gmach rejencji w Gusiewie
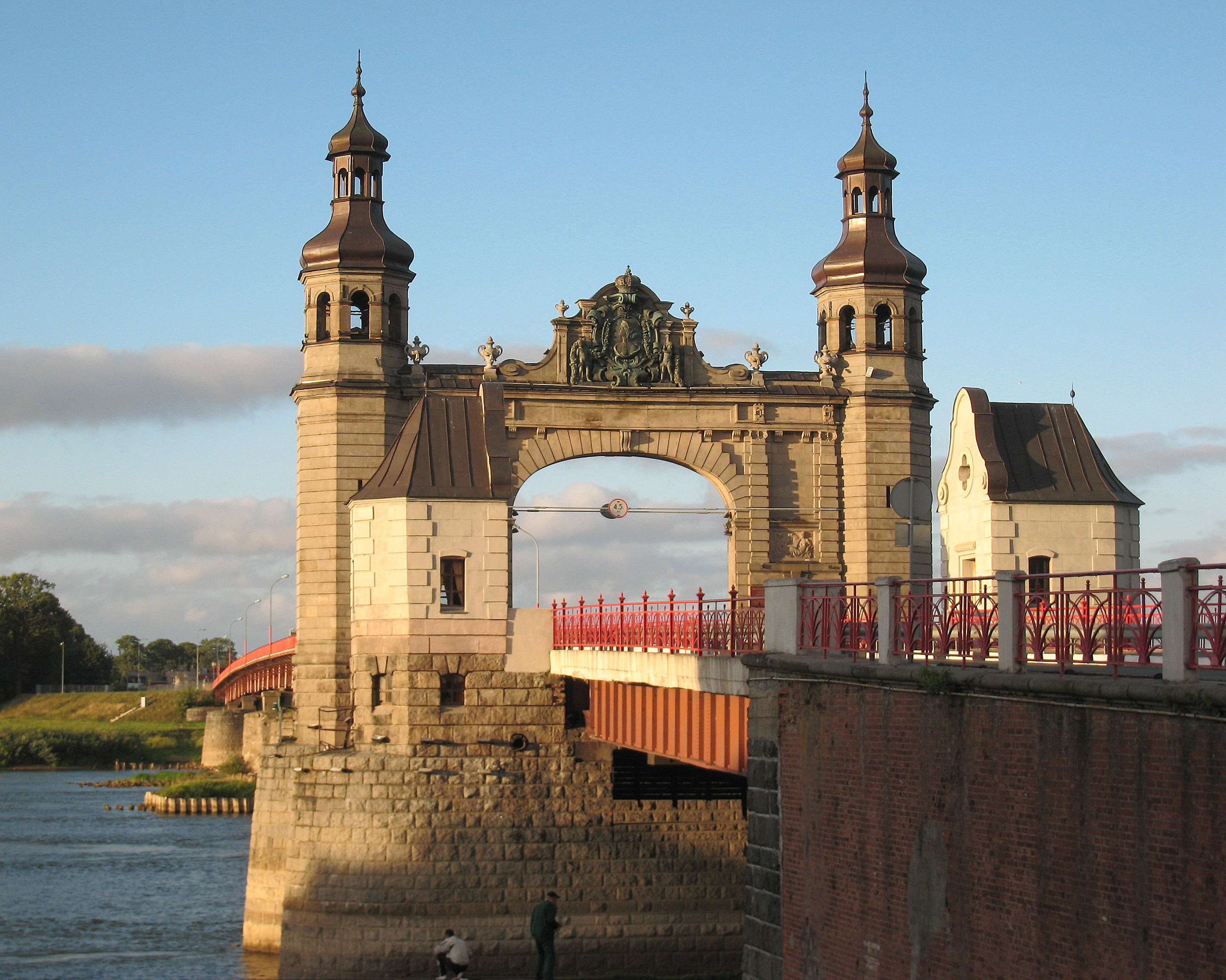
Most nad Niemnem łączący miasta Sowieck i Poniemuń
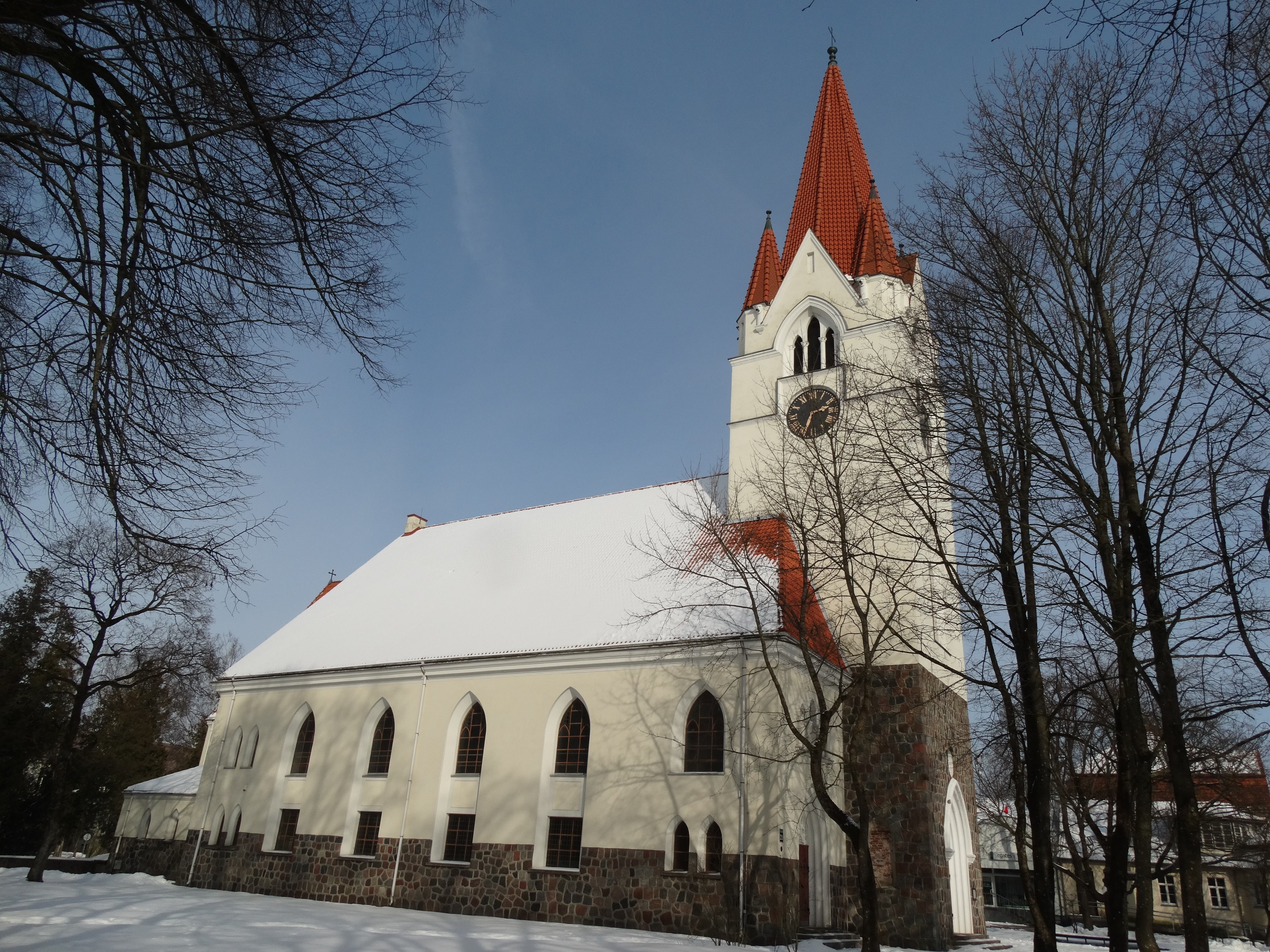
Kościół ewangelicko-augsburski w Szyłokarczmie
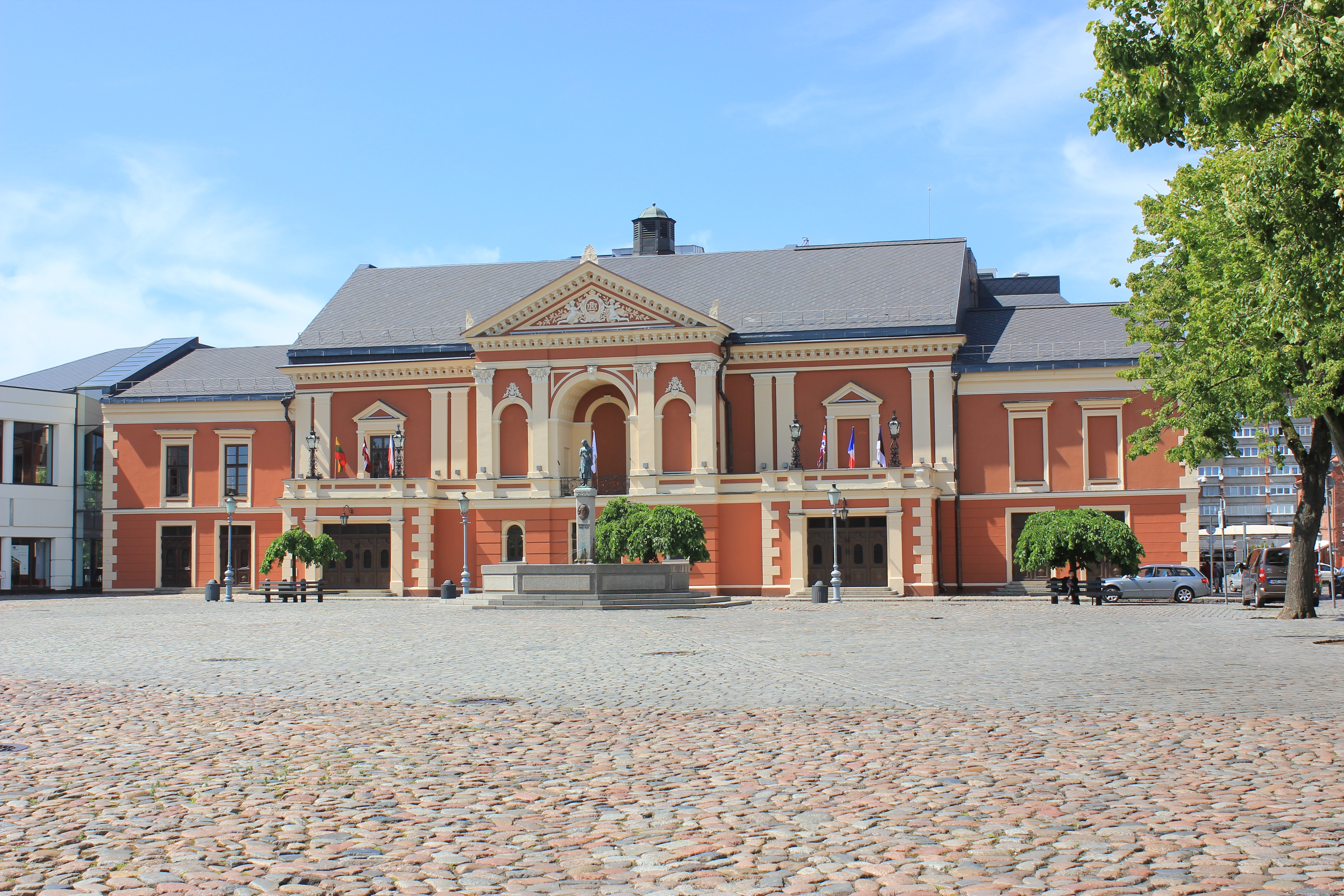
Teatr Dramatyczny w Kłajpedzie